# 哈夫里希夫卡 (日梅林卡區)
49°1′8″N 27°38′15″E / 49.01889°N 27.63750°E
哈夫里希夫卡（烏克蘭語：Гавришівка），是烏克蘭西南部文尼察州日梅林卡區巴尔市镇内的村落。面積6.8平方公里，海拔高度307米，2001年人口431，人口密度每平方公里63.38人。